# S-Nitrosothiol

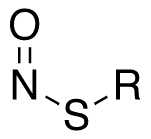
Formule générique d'un S-nitrosothiol.

Un S-nitrosothiol, ou thionitrite, est un composé organique ou un groupe fonctionnel contenant un groupe nitroso –N=O lié à l'atome de soufre d'un thiol. Ces composés ont la formule générale –RSNO, où R est un groupe organique ou un atome d'hydrogène pour le plus simple d'entre eux.
Les S-nitrosothiols sont intéressants en biochimie dans la mesure où ils sont susceptibles de céder un ion nitrosonium NO+ ainsi que du monoxyde d'azote NO, et que certains dérivés organiques nitroso interviennent en signalisation cellulaire dans les systèmes biologiques, notamment comme vasodilatateurs. Les érythrocytes libèrent ainsi des S-nitrosothiols dans la circulation sanguine lorsqu'ils circulent dans des tissus à faible pression partielle d'oxygène, ce qui provoque la dilatation des vaisseaux sanguins. L'addition d'un groupe nitroso à l'atome de soufre d'un résidu d'acide aminé est appelée S-nitrosylation. Il s'agit d'un processus réversible, et un mode de modification post-traductionnelle important.
Les protéines S-nitrosylées (SNO) transmettent l'activité physiologique du monoxyde d'azote et régulent l'activité de certaines protéines de manière analogue à celle de phosphorylation : les donneurs de NO ciblent des motifs d'acides aminés spécifiques ; les modifications post-traductionnelles conduisent à des modifications de l'activité de la protéine, de ses interactions avec d'autres protéines, ou encore de sa localisation à l'intérieur de la cellule. L'oxyde nitrique synthase est une activité enzymatique qui conduit directement à la formation de protéines S-nitrosylées. Elle est portée par des hémoprotéines qui combinent en un seul monomère des domaines catalytiques réductase et oxygénase produisant du monoxyde d'azote à partir de l'atome d'azote terminal d'une chaîne latérale d'arginine en présence de NADPH et d'O2. Ces enzymes ciblent des résidus de cystéine spécifiques pour en réaliser la S-nitrosylation. Les réactions de thiol S-nitrosylation et de transfert de NO (transnitrosylation) interviennent dans pratiquement tous les types de signalisation cellulaire, qu'il s'agisse de la régulation des canaux ioniques et des réactions couplées aux protéines G ou de la stimulation de récepteurs et de l'activation de protéines régulatrices du noyau,.